# Helianta Cruz
Helianta Belinda Cruz Ploce (n. 22 de diciembre de 1949 en Caracas, Venezuela) más conocida como Helianta Cruz es una primera actriz de televisión, politóloga y abogada venezolana, quien ha mantenido una destacada presencia en el género de las telenovelas de ese país sudamericano.

## Carrera
Helianta Cruz comenzó su carrera artística en la exitosa telenovela de RCTV La usurpadora, que le abrió camino para participar en numerosos dramáticos venezolanos. Entre sus últimos trabajos destaca su participación en la telenovela de Venevisión Cara sucia, donde interpretó a Genoveva "Beba" Lavarte de Ortigoza.

## Filmografía

### Televisión
| Año       | Título                   | Personaje                           | Canal                    | País      |
| --------- | ------------------------ | ----------------------------------- | ------------------------ | --------- |
| 1971-1972 | La usurpadora            | Elisa / Doble de Marina Baura       | RCTV                     | Venezuela |
| 1972      | Abandonada               | Mary                                | RCTV                     | Venezuela |
| 1972-1973 | La indomable             | María                               | RCTV                     | Venezuela |
| 1973      | La italianita            | Norita                              | RCTV                     | Venezuela |
| 1973      | Raquel                   | Martha                              | RCTV                     | Venezuela |
| 1974      | Orgullo                  | Victoria                            | RCTV                     | Venezuela |
| 1975-1976 | Valentina                | Martha Vargas                       | RCTV                     | Venezuela |
| 1975      | Isabelita                | Isabelita                           | RCTV                     | Venezuela |
| 1976      | Sabrina                  | Sabrina                             | RCTV                     | Venezuela |
| 1977      | Iliana                   | Iliana                              | RCTV                     | Venezuela |
| 1977      | Zoraida                  | Zoraida                             | RCTV                     | Venezuela |
| 1977      | Resurrección             |                                     | RCTV                     | Venezuela |
| 1978-1979 | La fiera                 | Dolores Zambrano                    | RCTV                     | Venezuela |
| 1979      | Mabel Valdez, periodista |                                     | RCTV                     | Venezuela |
| 1979-1980 | Emilia                   | Marcia Colmenares                   | Venevision               | Venezuela |
| 1980      | El despertar             | Violeta Bercero                     | Venevisión               | Venezuela |
| 1981      | Ligia Sandoval           | Cherry                              | Venevisión               | Venezuela |
| 1981      | Sorángel                 | Marita                              | Venevisión               | Venezuela |
| 1982      | Lo que no se perdona     |                                     | Venevisión               | Venezuela |
| 1982      | La heredera              | Corina Zambrano #1                  | Venevisión               | Venezuela |
| 1983      | La Rival                 | Noelia                              | Venevisión               | Venezuela |
| 1983      | Resaca                   |                                     | Venezolana de Televisión | Venezuela |
| 1984-1985 | La dueña                 | Beatriz Ayala de Asensio            | Venezolana de Televisión | Venezuela |
| 1985      | La brecha                |                                     | Venezolana de Televisión | Venezuela |
| 1986-1987 | La dama de rosa          | Margot viuda de Ustáriz             | RCTV                     | Venezuela |
| 1987      | Selva María              | Adelaida Altamirano                 | RCTV                     | Venezuela |
| 1988      | Niña bonita              | Ana Elisa                           | Venevisión               | Venezuela |
| 1988-1989 | Abigaíl                  | Mónica Salvatierra                  | RCTV                     | Venezuela |
| 1989      | Amanda Sabater           | Flor Mariño                         | RCTV                     | Venezuela |
| 1990      | Anabel                   |                                     | RCTV                     | Venezuela |
| 1990-1991 | Inés Duarte, secretaria  | Virginia Duarte                     | Venevisión               | Venezuela |
| 1992      | Cara sucia               | Genoveva "Beba" Lavarte de Ortigoza | Venevisión               | Venezuela |
| 1995-1996 | Dulce enemiga            |                                     | Venevisión               | Venezuela |

### Teleteatros, Miniseries y Unitarios
| Año  | Título                 | Personaje | Canal      | País      |
| ---- | ---------------------- | --------- | ---------- | --------- |
| 1979 | Dios se lo pague       |           | RCTV       | Venezuela |
| 1981 | Dos mujeres            |           | Venevisión | Venezuela |
| 1982 | El Retorno de Ana Rosa | Marlene   | Venevisión | Venezuela |